# Cineteca Universidad de Chile
Cineteca Universidad de Chile es el primer archivo cinematográfico creado en Chile bajo figura y estructura de Cinemateca. A la fecha es el más antiguo y el único de carácter público y estatal que existe en Chile. Fue creada por decreto de la Secretaría General de la Universidad de Chile en 1961, y ha dedicado su labor a la conservación, investigación, difusión y rescate del patrimonio audiovisual chileno. Junto al Cine Experimental de la Universidad de Chile, fueron parte fundamental del desarrollo del cine chileno en la década de los sesenta, periodo conocido como el "Nuevo Cine Chileno".
Con la dictadura militar de 1973, casi la totalidad de los trabajadores de la Cineteca fueron exonerados, al igual que muchos académicos, comenzando un periodo de desmantelamiento producido por los militares que asumieron cargos directivos en la Universidad. De esta manera se decreta el cierre de esta institución a inicios de 1976.[cita requerida] Su cierre significó la no existencia de ninguna institución estatal y pública dedicada al patrimonio fílmico por casi 35 años, incluso tras la caída de la dictadura.
En 2008 la Cineteca de la Universidad de Chile es sometida a un proceso de reapertura y refundación, siendo la última institución universitaria clausurada por la administración militar que es puesta nuevamente en funcionamiento, comenzando la recuperación de uno de los archivos más importantes del país.

## Antecedentes
El interés de la Universidad de Chile por instalar campos de investigación y conservación audiovisual data de los años treinta. Un antecedente es el Instituto de Cinematografía Educativa, encabezado por el cineasta Armando Rojas Castro, fundado el año 1929 por la Universidad y el Ministerio de Educación como un intento por explorar las posibilidades pedagógicas que propicia la cinematografía.  Si bien se encuentran desaparecidas casi todas las películas producidas por la Universidad en aquel periodo, como "El Cerro Santa Lucía" o "Inauguración del Estadio Nacional", esta instancia se considera como pionera en Chile, al instalar de manera sistemática el concepto de archivo fílmico y pedagogía. El ICEI se encontraba ubicado en la Casa Central de la Universidad, y contaba con talleres de revisión de material fílmico, salas de clases, sala de proyección, archivo y estudios de filmación. En 1942 Armando Rojas Castro pasa a ser director de los estudios estatales Chilefilms, donde la Universidad de Chile poseía acciones y era parte del proyecto de desarrollo industrial cinematográfico chileno. Posteriormente, durante el gobierno de Gabriel González Videla, el organismo es desarticulado. A fines de los años cincuenta Armando Rojas Castro, en un intento de retomar las actividades del instituto, hace un balance lapidario de la situación, detallando la desaparición de todo el acervo patrimonial Universitario de dicha unidad, tanto equipos como películas.
Otra instancia previa a la fundación de la Cineteca de la Universidad de Chile es la actividad realizada por Edmundo Urrutia en los años cincuenta como parte del Departamento de Foto-Cinematografía de la Universidad. Camarógrafo y fotógrafo formado en le periodo del cine mudo chileno, dedicó gran parte de su vida a recopilar filmaciones primigenias chilenas, montando en 1961 el documental “Recordando” junto a Fernando Bellet, y producido por la Universidad de Chile. En ella rescata numerosas filmaciones como "Los Funerales del presidente Montt", "Fiestas del Centenario", "Funerales de Gabriela Mistral", entre muchos otros. Actualmente dicho film se encuentra desaparecido, aunque algunas de las imágenes que contiene el documental se han utilizado profusamente sin señalar su origen o que han sido extraídas de "Recordando".

## Historia
La Cineteca de la Universidad de Chile es creada en el año 1961 por decreto del Secretario general Álvaro Bunster, de manera simultánea a la adscripción al organigrama universitario que se realiza con Cine Experimental, unidad de realización fílmica creada de manera independiente por el cineasta y arquitecto Sergio Bravo en 1957. La génesis de la Cineteca se da en primera instancia en el Cine Club Universitario, creado en 1954, y que permitió reunir a quienes posteriormente participarían tanto en Cineteca como en Cine Experimental.
La primera película que formó parte del archivo fílmico fue gracias a una donación realizada por el pintor José Venturelli, y consistió en una copia de "El gabinete del doctor Caligari", film mudo expresionista de 1920. El resto de las primeras películas que ingresaron en el archivo fueron donaciones realizadas por embajadas a petición de la Universidad, que realizara de manera previa un Festival de Cine Documental.
Al poco andar, se designa a Pedro Chaskel como director de la Cineteca, quien había participado en la fundación de Cine Experimental junto a Bravo, así como en el film "Día de Organillos". Sería el principal responsable del desarrollo que tendría esta institución en el periodo, así como Cine Experimental entre 1964 y 1973. Chaskel posteriormente asumiría la dirección general de Cine Experimental y luego del Departamento de Cine, siendo en esta etapa Kerry Oñate el encargado de dirigir la Cineteca, aunque Chaskel organizaría todo a nivel estructural. En sus primeros años también trabajó en la Cineteca José Román, destacado crítico de cine y documentalista, así como las sesiones del Cine Club serían animadas ocasionalmente por Fernando bellet, acaso uno de los cineastas más importantes de esa generación.
El acervo se incrementó con la adquisición de películas que no exhibían las salas comerciales, instalando un campo de estudio y apreciación cinematográfica de vanguardia, influenciado por las corrientes europeas. Gracias a la Cineteca se pudieron ver por primera vez en Chile películas de Pabst, Bergman, Buñuel, Chaplin, Lang, Gance, Ivens o Eisenstein, así como de cineastas iberoamericanos. La vinculación con el medio intelectual era innegable, tal como queda mostrado en el logo que realiza el artista visual Santos Chávez para la institución, mostrando en un sol y una luna la luz y la sombra representativa de la cinematografía.
Un hito para la Cineteca fue la visita de Henri Langlois, padre de la Nouvelle Vague y fundador de la Cinémathèque française, quien pudo departir con cineastas y académicos nacionales.
La Cineteca de la Universidad de Chile conservó los negativos y copias de gran parte del denominado "Nuevo Cine Chileno", así como las películas documentales más trascendentes del periodo. Además de “El Húsar de la muerte”, restaurada algunos años antes por un equipo encabezado por el cineasta Sergio Bravo, el archivo se preocupó de conservar las primeras películas de Patricio Kaulen, Emilio Taulis, Armando Rojas Castro, Miguel Frank y Pablo Petrowitsch, valiosos documentos del cine nacional de los años 40 y 50. Junto a esto convivían con películas de cineastas contemporáneos como Miguel Littín, Helvio Soto o Raúl Ruiz, que comenzarían filmando al alero de Cine Experimental sus primeros documentales y cortometrajes. También albergó un rico acervo de cine iberoamericano con películas de Jorge Sanjinez, Santiago Álvarez, Mario Handler, Raymundo Gleyzer, entre otros.
La Cineteca pudo realizar un proyecto de investigación, a cargo de Kerry Oñate: un catastro general del cine chileno, quizá el primero realizado en nuestro país.
Sin embargo, el 11 de septiembre de 1973 las nuevas autoridades militares expulsan a todos los trabajadores del departamento de cine de la Universidad, y unos años después se decretaría el cierre del archivo, acabándose la primera etapa de la Cineteca, al menos de manera pública. Sería el inicio de un largo proceso de invisibilización de la actividad realizada en esta unidad.

## La Cineteca en época de dictadura
Se difundió por mucho tiempo que, tras el golpe de Estado, las películas chilenas del periodo de la UP habían desaparecido o que habían sido quemadas por militares. Lo cierto es que, si bien la solidaridad internacional significó divulgar y duplicar muchas de las películas que estaban en riesgo dentro del país, muchas de ellas nunca fueron tocadas por la dictadura.
Tras el golpe de Estado, solo queda Kerry Oñate a cargo de la Cineteca, quien retoma lentamente actividades de extensión cultural en 1974. Bajo un clima hostil, logra realizar algunas muestras de cine en Unidades de la Facultad de Artes, pero todo finalmente se acaba con el decreto de clausura del departamento audiovisual emanado por la nueva Decana de la Facultad, en la que estaba adscrita Cineteca.
El acervo, que durante más de diez años había conservado la Universidad de Chile, quedó abandonado y circuló por distintos departamentos e incluso bodegas. Sin trabajadores encargados, y sin un departamento que lo tutelara, la Cineteca quedó prácticamente abandonada. Existen antecedentes de que algunas copias de las películas producidas por Cine Experimental como "Venceremos" de Pedro Chaskel y Héctor Ríos, "Miguel Ángel Aguilera" del Colectivo Cine Experimental (Ramírez, Céspedes, Carvajal) o "No nos trancarán el paso" de Guillermo Cahn, eran proyectadas por trabajadores de la misma Universidad de manera clandestina en las poblaciones de Santiago, para ejercer acciones de resistencia cultural a la dictadura.
Del periodo data la desaparición de algunas películas emblemáticas como "A Valparaíso", realizada a partir de 1963 por el holandés Joris Ivens, desapareciendo las únicas dos copias en español realizadas exclusivamente para Chile, o "Angelito", el cortometraje de ficción realizado por Luis Cornejo. Pero en el extranjero, eran precisamente aquellas películas producidas por la Universidad de Chile las que daban la vuelta al mundo mostrando la realidad chilena previa al golpe de Estado, contrastando con la triste realidad que vivían los originales dentro del país. Las condiciones significaron que todos los equipos pertenecientes a Cineteca y Cine Experimental fueran robados y revendidos en mercados. Así es como desaparecieron cámaras, moviolas, mesas de restauración, fotografías, afiches y documentos originales, incluso equipos de gran valor histórico como la cámara con la que se filmó "El Chacal de Nahueltoro", los equipos con que se hicieron los efectos ópticos de "Descomedidos y Chascones" y una de las bibliotecas de cine más completas existentes en Chile.
En los años noventa, y tras la caída de la dictadura, se propiciaron espacios para que muchas instituciones internacionales realizaran actos de apoyo a Chile, entre ellos donando muchas de las películas que años antes habían servido para divulgar la situación chilena, y se presuponía desaparecidas en Chile. En ellas se contaba mucho material que pertenecía a la Universidad, pero que nunca llegó a esta institución. El estado, por su parte, nunca resarció la clausura de esta unidad, a pesar de que el año 1994 se volvió a trabajar en un proceso de ampliación a 35mm de la película muda "El húsar de la Muerte" que conservaba la Universidad, tal como figura el los créditos de esa versión.
En esos mismos años, la Universidad de Chile firma un convenio con la Fundación Chilena de las Imágenes en Movimiento, entidad privada dirigida por el productor de cine Abdullah Ommidvar, y que albergó en la figura de comodato la colección de películas y fotografías de la Cineteca, algo que se extendió por casi diez años. La reapertura de la institución solo pudo llevarse a cabo en 2008.

## Refundación
Actualmente la Cineteca de la Universidad de Chile es una unidad académica dependiente de la Facultad de artes y el Instituto de la Comunicación e Imagen de la Universidad de Chile. Se ubica en el Campus Juan Gómez Millas.
Su labor se concentra en la restauración de patrimonio fílmico Chileno destacando los procesos que ha realizado con los films "La Maleta", (Raúl Ruiz, 1963), "La Respuesta" (Leopoldo Castedo, 1961), "Venceremos" (Pedro Chaskel y Héctor Ríos, 1970) y el registro único de la composición realizada por Sergio Ortega para el film mudo "El Húsar de la Muerte". Así también realiza investigaciones especializadas en patrimonio fílmico nacional y cuenta con un área de extensión cultural en que el Cine Club Universitario es el eje de las actividades.
En el año 2010, para conmemorar el Bicentenario de la Independencia, realizó una amplia muestra de cine chileno en el Teatro Antonio Varas, estrenando oficialmente el largometraje "Descomedidos y Chascones" de Carlos Flores, el cual originalmente tendría su estreno en septiembre de 1973, y que sería la última película producida por la Universidad antes del golpe. En dicha oportunidad exhibió también el film "Queridos Compañeros" de Pablo de la Barra, terminado en el exilio, y realizó un homenaje a Edmundo Urrutia.
Por su parte en el Cine Club ha redescubierto y puesto en valor una serie de películas patrimoniales chilenas de todos los tiempos y que no tienen cabida en otras salas de cine. Entre ellas se cuentan clásicos como "Nadie dijo nada" de Raúl Ruiz o "Voto+Fusil" de Helvio Soto o películas en video sobre la historia social reciente de Chile como  "Operación Siglo XX" o "Estrellas en la esquina". También ha sido una importante plataforma de divulgación del cine independiente, de la misma manera que en los años sesenta, acogiendo a cineastas jóvenes que no acceden a las salas tradicionales de cine arte o comerciales. han exhibido sus películas cineastas tan disímiles como Bernardo Quesney, Perutt/Osnovikoff, José Luis Sepúlveda, Martín Rodríguez, Patricio González Colville, Julio Jorquera, Christián Ramírez, Susana Díaz, Camilo Becerra, Christopher Murray, Germán Bobe, Guillermo Mahnke, entre otros.
El año 2011 se conmemoraron 50 años de la fundación de la Cineteca, realizándose para ello una muestra especial y simbólica de "El Gabinete del Doctor Caligari", la misma película que ingresó a la Cineteca en sus orígenes. Esta vez se exhibió acompañada de música en vivo a cargo de la banda "Óptica y Ondas" y con discursos de los premios nacionales de periodismo Sergio Campos y María Olivia Mönckeberg así como la presencia del principal gestor y director de la Cineteca, Pedro Chaskel, actividad que se transmitió en directo para todo Chile a través de la Radio Juan Gómez Millas. Ese año también se realizaron actividades en la Casa Central, de la misma manera que en los años sesenta, exhibiendo cine patrimonial y realizando charlas.